# 1995 YV
1995 YV är en asteroid i huvudbältet som upptäcktes 19 december 1995 av den japanska astronomen Takao Kobayashi vid Ōizumi-observatoriet.
Asteroiden har en diameter på ungefär 3 kilometer och den tillhör asteroidgruppen Levin.